# Villa rustica (Crofton)

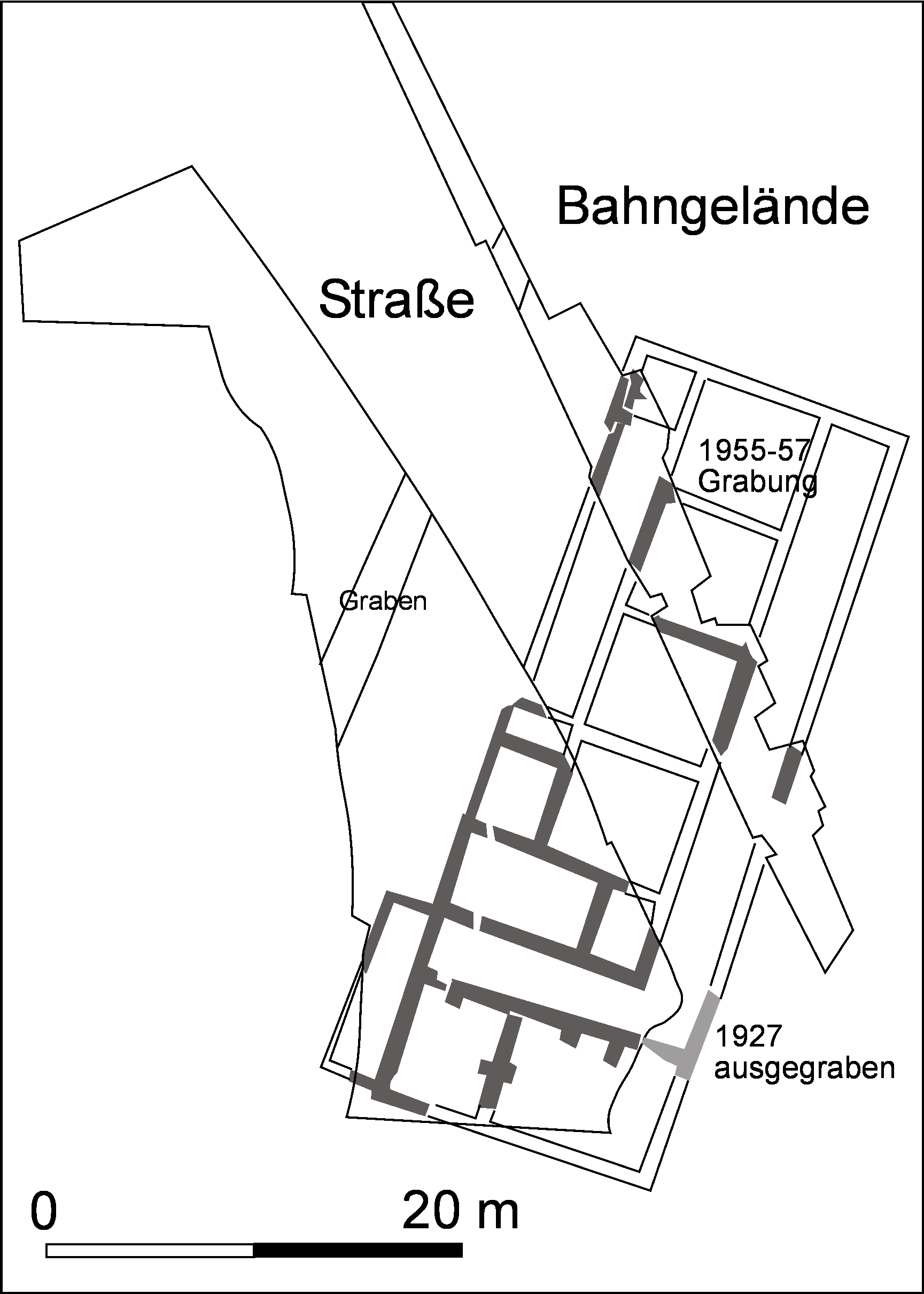
Plan der Ausgrabungen

Die Villa Rustica in Crofton (auch Orpington Villa) ist ein ehemaliger römischer Gutshof (Villa rustica) in Crofton, einer Wohngegend in Orpington, die sich in Bromley, einem Stadtbezirk im Süden Londons, befindet. In der Antike lag die Villa etwa 19 Kilometer südlich der Provinzhauptstadt Londinium (dem heutigen London), doch gab es anscheinend keine antiken Straßen in der Nähe. Die nächsten wichtigeren Straßen liegen sieben und zehn Kilometer von der Villa entfernt. Die Villa liegt im Tal des Cray in einer Gegend, die lange landwirtschaftlich genutzt wurde. Heute handelt es sich um einen Vorort von London.

## Ausgrabungen

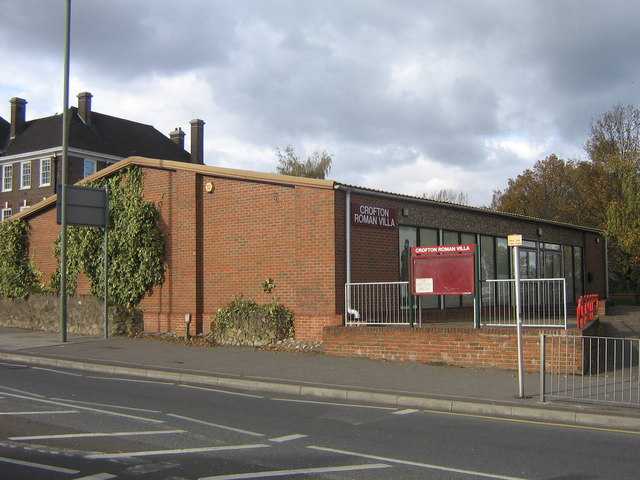
Museum über den Resten der Villa

1870 wurden hier eine Eisenbahnstrecke und ein Bahnhof errichtet, bei deren Bau Teile der Villa zerstört wurden. Die archäologischen Reste sind offensichtlich nicht als solche erkannt oder zumindest nicht gemeldet worden. Die Villa wurde im November 1926 beim Bau einer Straße entdeckt. 1927 gab es erste Grabungen, von denen jedoch wenig bekannt ist. Die Ergebnisse wurden nicht veröffentlicht, doch sind einige Fotografien von den Ausgrabungen erhalten. Erste wissenschaftliche Ausgrabungen fanden von 1955 bis 1961 statt, die meist an Wochenenden stattfanden und nur einen Streifen entlang der Straße betrafen. Weitere, umfangreichere Grabungen gab es 1988 und 1989. Die Reste waren in der Zwischenzeit als „antikes Monument“ klassifiziert worden. Auf ihnen sollte ein Parkplatz angelegt werden. Archäologen wurden herbeigerufen, die zwölf Wochen für die Untersuchung der Reste zugeteilt bekamen. Die Reste der Villa stellten sich jedoch als umfangreicher als angenommen dar und wurden unter dem Druck der Öffentlichkeit erhalten. Sie sind heute überdacht und können besichtigt werden.

## Allgemeines

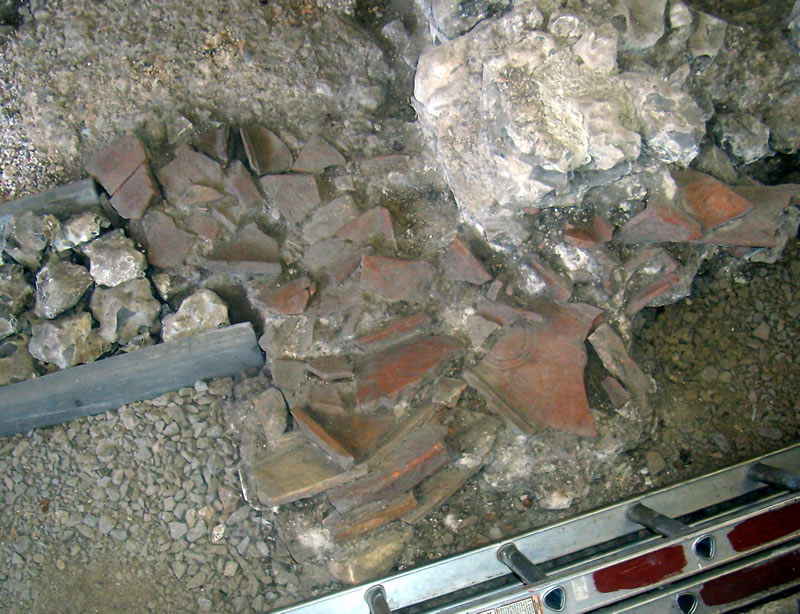
Dachziegel

Obwohl der Bau unter Steinräubern gelitten hatte, waren Teile der Mauern noch vergleichsweise gut erhalten. Dies mag vor allem daran liegen, dass die Villa an einem Abhang liegt und Erde vom Abhang die Ruinen der Villa schnell begrub. Die Mauern der Villa sind aus lokalem Feuerstein errichtet, was ein beliebtes Baumaterial in dieser Gegend ist. Sie ruhten auf Fundamenten, die etwa 50 bis 60 Zentimeter breit in den Boden gegraben und aus gestampften Kalk waren. Eine Mauer fand sich umgestürzt mitsamt der Fensteröffnung, die 1,2 Meter hoch in der Wand saß und zur „Periode II“ der Villa gehört. Westlich der Villa fanden sich auch zahlreiche Dachziegel, die offensichtlich nach dem Einsturz des Baues dorthin gefallen sind. In allen Phasen waren zumindest Teile der Räume mit Wandmalereien verziert. Es fanden sich insgesamt 956 bemalte Putzfragmente. Der Putz kann in sieben Gruppen unterteilt werden (A–G). Die Fragmente nehmen heute etwa acht Quadratmeter ein. Einst dürften die bemalten Flächen aber rund 500 Quadratmeter umfasst haben. In einem Raum fanden sich Reste des verstürzten Wandputzes in größeren zusammenhängenden Fragmenten, wodurch sich die Wanddekoration zumindest in einem Raum gut rekonstruieren lässt. Diese Wandmalereien waren einfach und zeigen rot gerahmte Felder auf weißem Grund. Andere Malereifragmente zeigen Reste von Pflanzen und ein Fragment sogar Reste von gemalter Architektur.
Westlich der Villa befand sich ein Graben, der mindestens 25 Meter, wahrscheinlich aber einst 50 Meter lang war. Er war etwa 2,50 Meter breit und 30 bis 70 Zentimeter tief. Er datiert wahrscheinlich ans Ende des dritten Jahrhunderts. Er diente vielleicht dazu, Regenwasser abzuleiten, das vom Hügel herab kam. Neben dem Graben gab es eine Reihe von Gruben, die ins zweite Jahrhundert datiert werden. Es mag sich um die Reste eines Zaunes handeln.
Die Ausgrabungen erfassten nur einen kleinen Teil der Villa. Drei Elemente, die typisch für Villen sind, fehlen: Es fanden sich bisher keine Reste eines Badehauses, es gibt keine Reste einer Scheune und es fehlt ein Friedhof. Die Villa ist das größte römische Gebäude im Cray-Tal und es ist wahrscheinlich, dass von hier aus das meiste umgebende Land bewirtschaftet wurde.

## Entwicklung der Villa

### Reste aus der Zeit vor dem Bau der Villa
Die Villa wurde etwa 350 Jahre genutzt. Bei den Ausgrabungen konnten mehrere Umbauphasen unterschieden werden. Erste Siedlungsreste, die auf eine Villa hindeuten, stammen aus der Mitte des ersten Jahrhunderts n. Chr. Es handelt sich um Keramik, eine Fibel und einen Graben, der einst das zu vermutende Haus einschloss. Von der eigentlichen Villa fanden sich keine Reste.

### Periode I

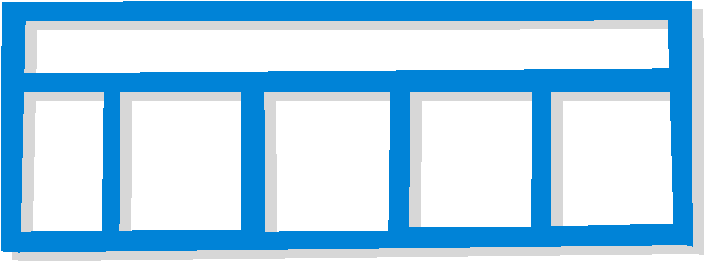
Plan der Villa um etwa 170 n. Chr. (Periode I)

Etwa hundert Jahre später (etwa 170 bis 200 n. Chr.) wurde ein Bau aus Stein errichtet, der etwa 30 × 10,40 Meter groß war. Es gab vier große und einen kleineren Raum. Im Westen gab es einen Korridor entlang der ganzen Villa. Die meisten Räume hatten einen Boden aus gestampfter Erde. In dieser Zeit wurde vor der Villa eine Terrasse in den Abhang des Hügels gegraben, auf dem die Villa steht, wodurch vor der Villa eine ebene Fläche entstand.

### Periode II
Am Ende des zweiten Jahrhunderts wurde die Villa erweitert (Periode IIIa). Einige Räume erhielten einen neuen Boden aus Opus signinum. Ein Raum hatte einen Boden aus Ton. Hier fand sich eine Grube im Boden, in der das Skelett eines Schafes oder einer Ziege lag (die Knochen dieser Tiere sind so gut wie identisch). Es scheint sich um ein Opfer zu handeln.

### Periode III

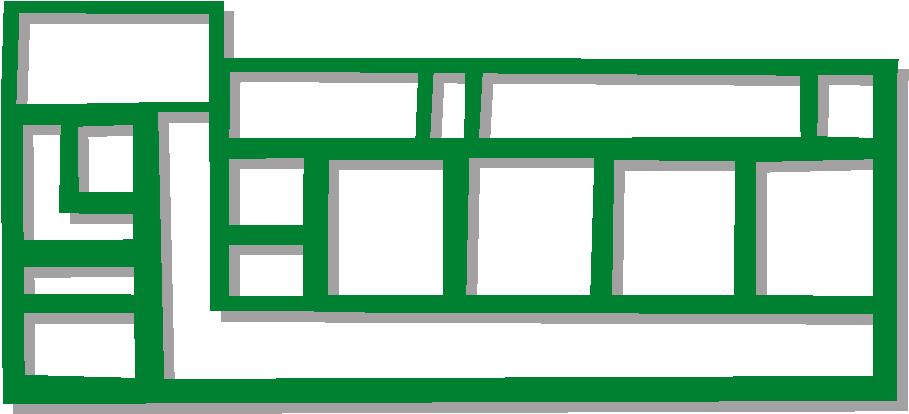
Plan der Villa um etwa 250 n. Chr. (Periode III)

Im ersten Viertel des dritten Jahrhunderts wurde der Bau stark erweitert. Die Villa erhielt im Osten einen Korridor und im Süden wurde ein Anbau mit diversen Räumen errichtet. Der Bau war nun etwa 37,5 Meter lang und 14 Meter breit und nahm damit eine Fläche von etwa 562 Quadratmetern ein. Die Anzahl der Räume wurde von sechs auf 12 oder 13 erhöht. In der Mitte des Jahrhunderts gab es wiederum kleinere Umbauten. Mindestens ein Raum hatte einen Fußboden aus rotem Opus tessellatum, ein anderer wurde mit Opus signinum ausgelegt.

### Periode IV
Um 225 n. Chr. gab es kleinere Umbauten vor allem im Süden des Baues.

### Periode V

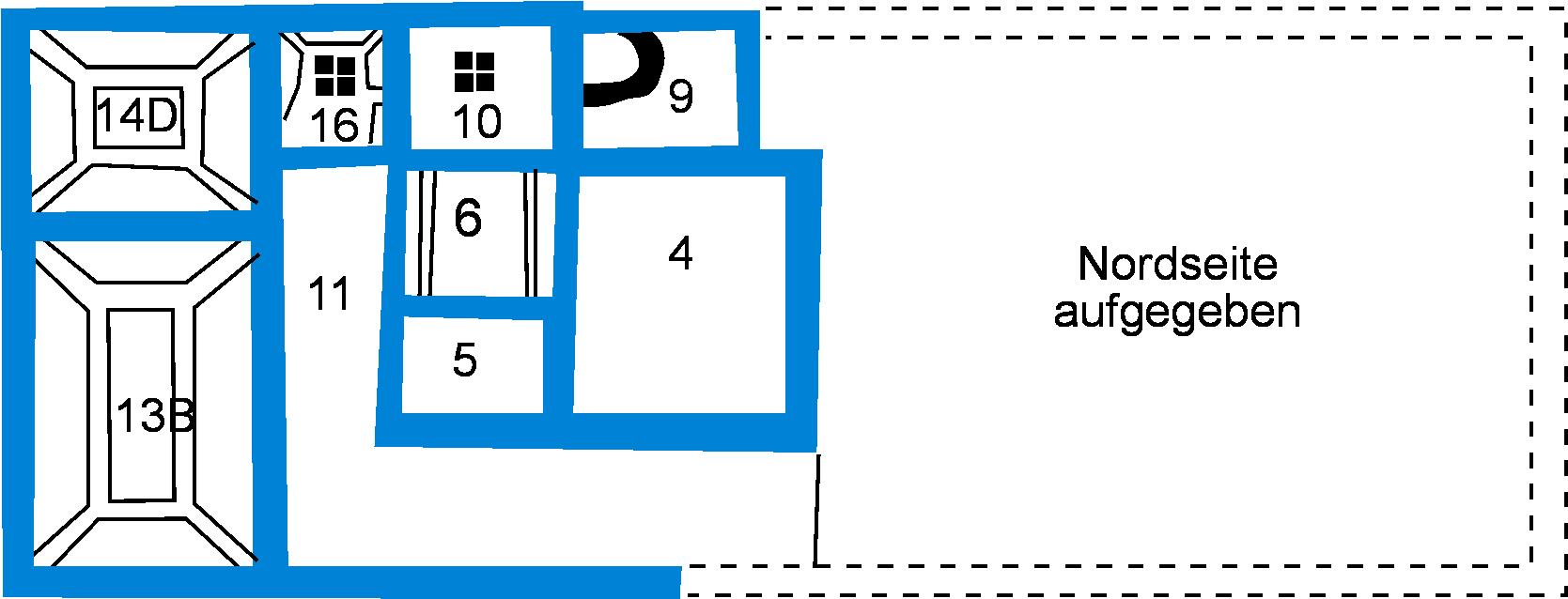
Plan der Villa um 300 n. Chr. (Periode V)

Am Ende des dritten Jahrhunderts (Periode V) wurde die Nordhälfte der Villa eingerissen und nur noch der Südteil wurde genutzt. Es entstanden neue Räume, die teilweise Hypokausten besaßen. Zwei Typen von Hypokausten kamen in der Villa zur Anwendung. In zwei Räumen (Raum 10 und 16) lag der Fußboden auf einer Reihe von Pfeilern, zwischen denen die heiße Luft zirkulierte. In einem Raum waren sogar die Wände beheizt. Dies geschah mit Hilfe von Keramikröhren, die in den Wänden eingebaut waren und heiße Luft transportierten. In anderen Räumen (Raum 6, 13B und 14D) gab es dagegen für die warme Luft nur einzelne Kanäle unter dem Fußboden. Das Feuerungsloch und die Feuerstelle liegen an der Nordseite der Villa (in Raum 9) und fanden sich noch gut erhalten. Zwei Münzen des Arcadius deuten an, dass die Villa bis zum Beginn des fünften Jahrhunderts in Betrieb war.

## Galerie

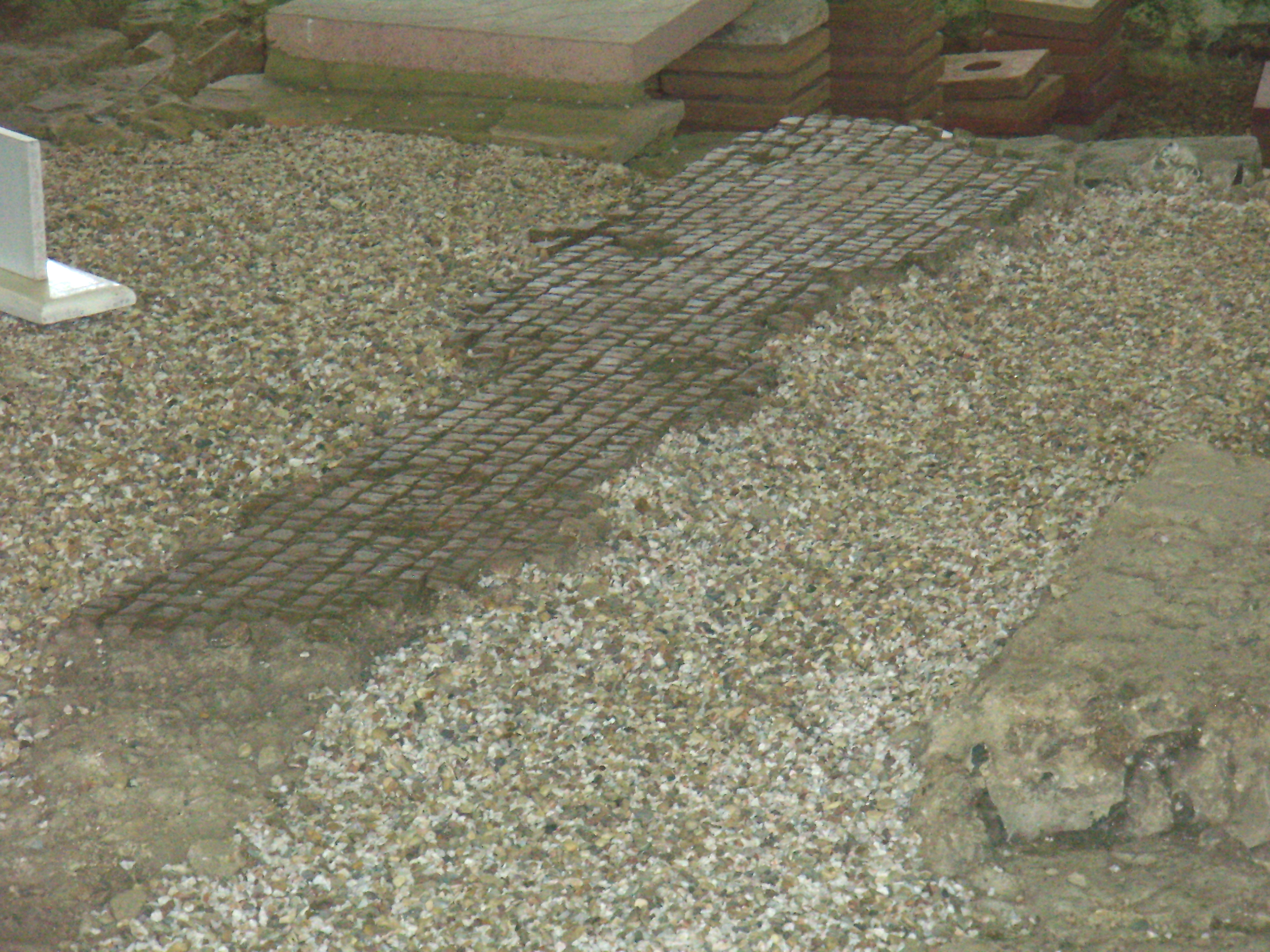
Raum 11 mit Resten des Bodenbelages in Opus tessellatum
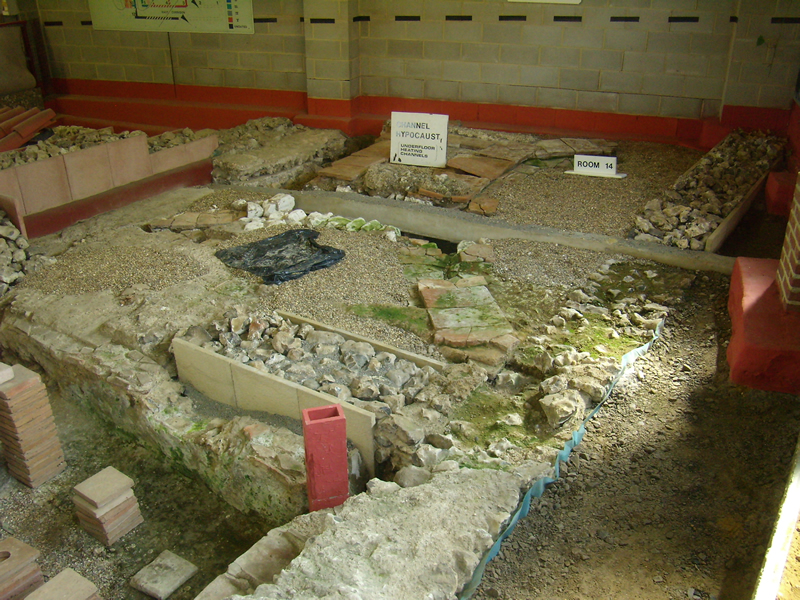
Raum 14 mit Hypokaust; Kanäle unter dem Fußboden
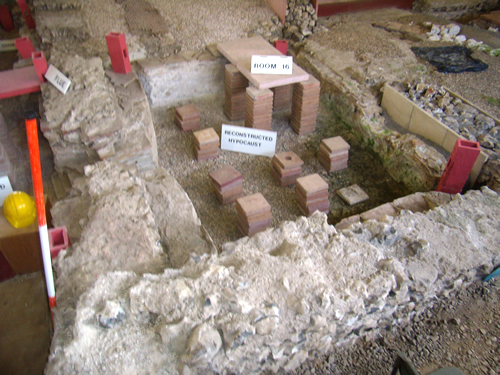
Raum 16 mit Hypkaust
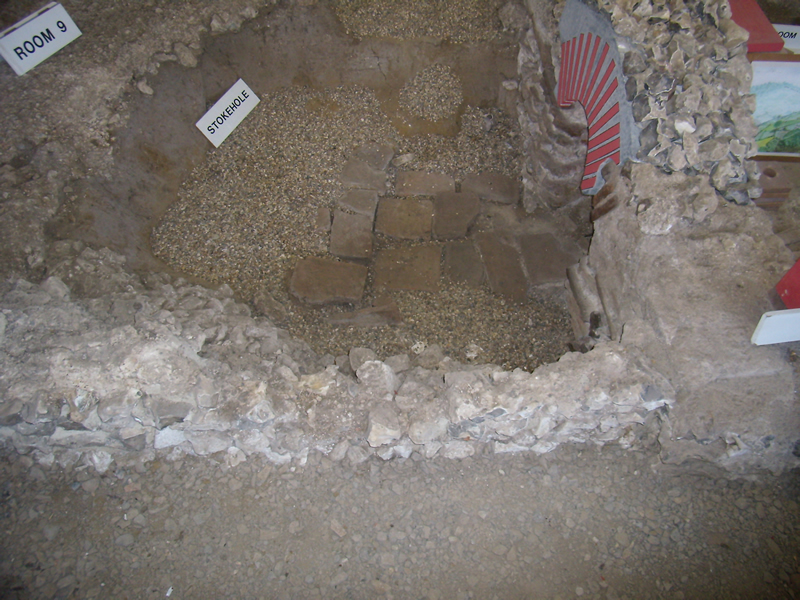
Feuerstelle für Hypokaust
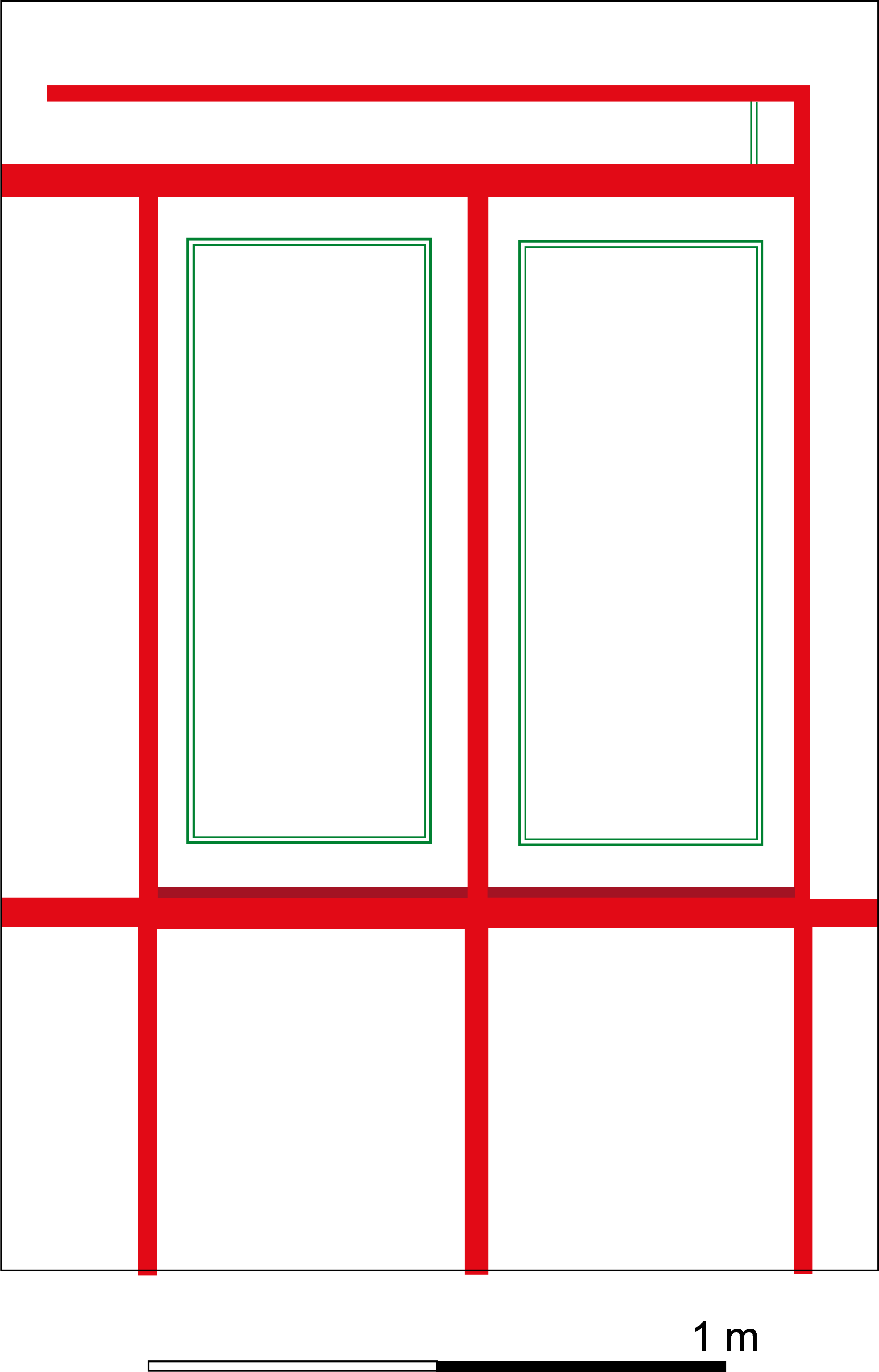
Wanddekoration, rekonstruiert

## Kleinfunde

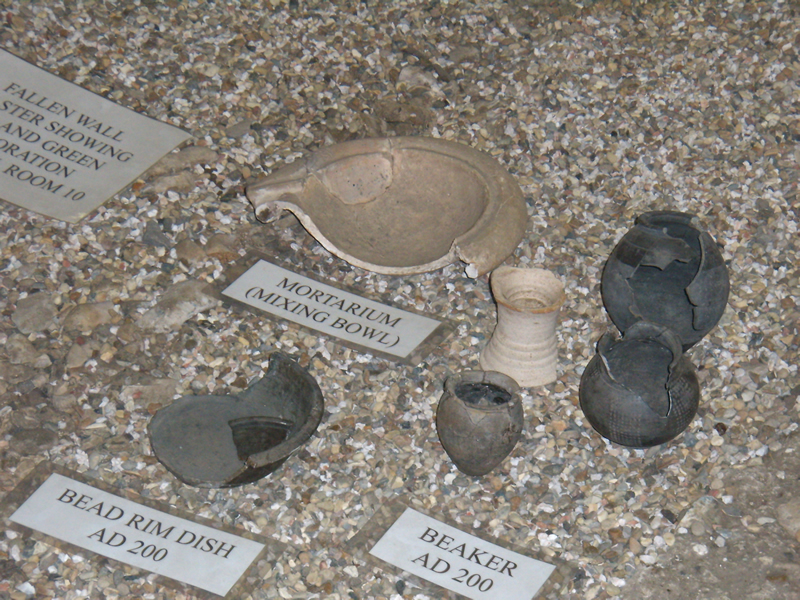
Keramik aus der Villa (ausgestellt in der Villa)

Bei den Ausgrabungen fanden sich nur wenige Kleinfunde, dagegen viel Keramik. Die Funde stammen vor allem aus den Bereichen neben der Villa, während der eigentliche Bau fundarm war. Wahrscheinlich sind Funde bei der ersten Ausgrabung eingesammelt worden. Zu den Kleinfunden gehören zwei Fibeln, ein Fingerring, ein Armband und ein Ohrreiniger. Es kamen nur 13 Münzen zu Tage. Die frühste datiert unter Kaiser Hadrian. Der Großteil von ihnen gehört jedoch ins vierte Jahrhundert. Zu den Keramikfunden gehören Scherben von Terra Sigillata. Es fanden sich Fragmente von Mortaria und zahlreiche Fragmente eher einfacher Keramik (etwa 10.000 Scherben), die meist aus Töpfereien in Britannien stammt. Zahlreiche Funde von römischem Glas belegen, dass die meisten Fenster verglast waren. Es fand sich eine Glasscherbe mit eingeschliffenen Buchstaben.